# Penelope (Cimarosa)
Penelope è un'opera in due atti di Domenico Cimarosa su libretto di Giuseppe Maria Diodati. La prima assoluta ebbe luogo al teatro del Fondo di Napoli, il 26 dicembre 1794. Il soggetto è tratto dall'Odissea. Fu dedicata a re Ferdinando IV.
Cimarosa riciclò parte della musica nel dramma sacro San Filippo Neri che risuscita Paolo Massimi.

## Personaggi e interpreti della prima assoluta
- Penelope (Elena Cantoni - soprano)
- Ulisse (Matteo Babini - tenore)
- Telemaco (Luisa Negli - soprano travesti)
- Evenore (Antonio Razzani - basso)
- Arsinoe (Rosa Martinelli)
- Perimede (Filippo Martinelli - tenore)

## Brani scelti
- Va', non ti temo barbaro (aria di Penelope - atto I)
- Non ho più costanza (duetto tra Penelope e Telemaco - atto I)
- Ma se il labbro (recitativo ed aria di Telemaco - atto I)
- Barbari alfin cadeste (recitativo ed aria di Ulisse - atto I)
- Smarrita quest'alma (aria di Ulisse - atto II)
- Da questo lido sgombri (duetto tra Ulisse e Evenore - atto II)